# Kamienica (wieś w powiecie tucholskim)
Kamienica (niem. Kamnitz, kaszb. Kamińca) – wieś w Polsce, położona w województwie kujawsko-pomorskim, w powiecie tucholskim, w gminie Gostycyn na trasie linii kolejowej Tuchola – Pruszcz – Koronowo (zawieszonej dla ruchu pasażerskiego) i przy drodze wojewódzkiej nr 237. Pierwsza wzmianka o miejscowości pochodzi z 1432 r.
W latach 1975–1998 miejscowość administracyjnie należała do województwa bydgoskiego.
Właścicielami miejscowości byli m.in. Marcin, Mateusz, Jan i Michał Prusieccy – współwłaściciele Pruszcza, Bagienicy oraz Kamienicy w XVI w.
We wsi znajduje się barokowo-klasycystyczny trzyskzydłowy pałac z lat 1770–1790 z opilastrowaną fasadą, do lat 20. XX wieku własność pruskiego rodu Königsmarck. Gościem w tym pałacu, który przeszedł za II Rzeczypospolitej w ręce rodu Górskich, był m.in. Leon Wyczółkowski.
Od kwietnia 1874 r. do czerwca 1875 na terenie majątku kamienieckiego działały, sprowadzone przez właściciela hrabiego Carla von Koenigsmarcka, Służebniczki Panny Maryi z zakonu założonego przez Edmunda Bojanowskiego. Prowadziły szkołę, ochronkę dla małych dzieci, sprawowały opiekę nad chorymi.
Nad Kamionką znajduje się zachowany budynek młyna.